# Sárgatorkú nyest
A sárgatorkú nyest (Martes flavigula) az emlősök (Mammalia) osztályának ragadozók (Carnivora) rendjébe, ezen belül a menyétfélék (Mustelidae) családjába és a rozsomákformák (Guloninae) alcsaládjába tartozó, Dél- és Kelet-Ázsiában honos, ragadozó emlősfaj.

## Megjelenése

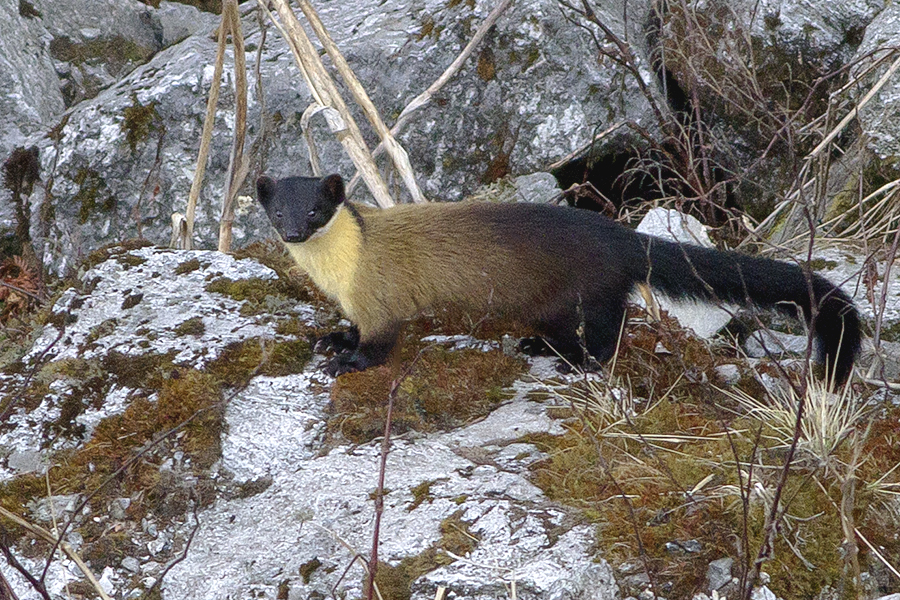
Sárgatorkú nyest Észak-Indiában

A sárgatorkú nyest a nagyobb nyestfajok közé tartozik. A felnőtt hímek testhossza 50-71,9 (átlagosan 61,2) cm, míg a nőstényeké 50-62 (átlagosan 57,5) cm közötti. Ehhez jön még 37–45 cm-es farkuk. A hímek testsúlya 2,5-5,7 (átlagosan 3,3) kg, a nőstényeké 1,2-3,8 (átlagosan 2,8) kg.
Feje kicsi, orra hegyes, fülei kerekek. Törzse megnyúlt, hajlékony, lábai erőteljesek. Farka hosszú, de nem annyira bozontos, mint a többi nyestfajé. Bundájának színezete jellegzetes, bár az alfajok vagy akár az egyedek között is nagy változatosság figyelhető meg. Feje fekete vagy sötétbarna, háta és oldala világosbarna vagy sárga, a torka és mellkasa pedig élénksárga vagy aranylószínű. Lábai, törzse hátsó része és farka fekete vagy sötétbarna. Nyári bundája sötétebb és tompább árnyalatú, mint a téli.

## Alfajai
Kilenc alfajt különböztetnek meg, elsősorban a téli bunda mintázata és a hátsó láb szőrtelen része alapján.
- M. flavigula borealis Amur-vidék, Mandzsúria, Korea
- M. flavigula chrysospila Tajvan
- M. flavigula flavigula Észak-India, Észak-Mianmar, Dél-Tibet
- M. flavigula hainana Hajnan
- M. flavigula henrici Szumátra
- M. flavigula indochinensis Thaiföld, Vietnám
- M. flavigula peninsularis Maláj-félsziget
- M. flavigula robinsoni Nyugat-Jáva
- M. flavigula saba Borneó

## Elterjedése
Dél-, Délkelet- és Kelet-Ázsiában honos. Afganisztántól a Himaláját és előhegyeit követve egészen Dél-Kínáig és Indokínáig előfordul és honos a Maláj-félszigeten, Jáván, Szumátrán és Borneón is. Megtalálható Északkelet-Kínában, a Koreai-félszigeten, Tajvanon és Oroszország távol-keleti régiójában. Akár 4500 méteres magasságban is előfordulhat. Oroszországban becslések szerint 2500-3500 nyest élhet. Az Indokínai-félszigeten és Nepál, Pakisztán hegyi erdeiben gyakori. Tajvanon és Jáván ritka.

## Életmódja
A sárgatorkú nyest erdei állat. Északon vegyes erdőkben és a tajga fenyveseiben egyaránt megtalálható. Délen-délkeleten mocsaras erdőkben is megél. A Himalája hegyeiben az erdős zóna határáig figyelték meg.
Nappali életmódot folytat, de holdfényes éjszakákon is aktív lehet. A legtöbb nyestfajtól eltérően nem magányos, hanem inkább 2-3 fős csoportban vadászik. Többnyire a földön közlekedik, de igen jól mászik fára és akár 8-9 métert is ugrik egyik ágról a másikra. Fürge, éber, gyors mozgású állat. Az embertől csak kevéssé tart; megfigyelték hogy zajos csapat közeledtére is csak vonakodva menekül. Állítólag könnyen megszelídíthető.
Északon akár napi 10–20 km-t is megtesz, bár délebbre kevésbé mozgékony. Thaiföldön például napi egy km-t jár táplálék után és egész évben egy átlagosan 7,2 km²-es területen belül marad. Egymás közötti kommunikációjuk alig ismert. Feltehetően – a többi menyétféléhez hasonlóan – szagjelzéseket is alkalmaznak.

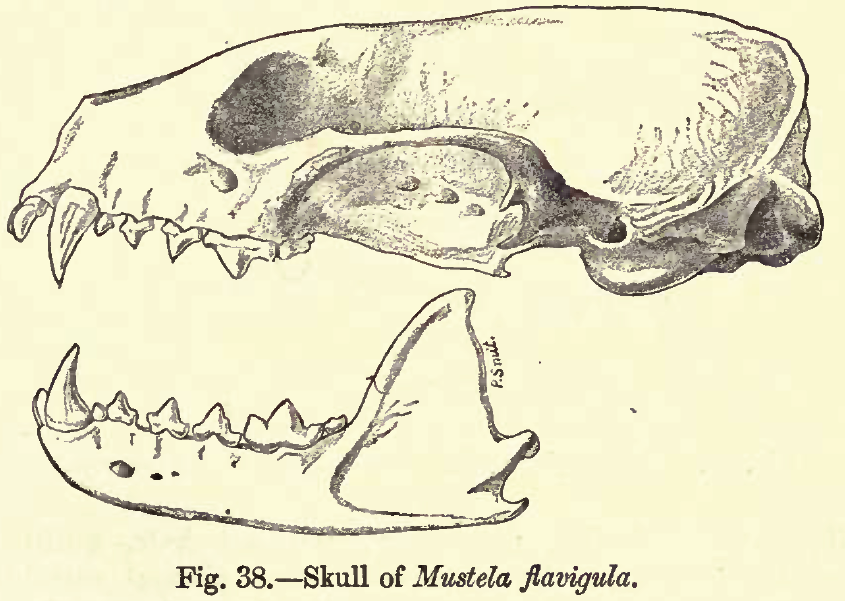
Koponyája

Opportunista ragadozó, gyakorlatilag mindenevő. Tápláléka az évszaktól és környezetüktől függ. Mandzsúriában a nyestcsapatok képesek a pézsmaszarvasokat is elejteni. Megfigyelték, hogy télen a befagyott tavakra vagy folyókra űzik zsákmányukat, ahol karmos mancsaikkal könnyebben mozognak mint a patás szarvasok. Ezenkívül kisemlősökre (mókusok, nyulak, egerek, stb.) és madarakra vadászik és megeszi a rovarokat, magvakat, gyümölcsöket, mézet vagy a nektárt is. Más nyestektől eltérően a dögöt kerüli. Melegebb éghajlaton étrendje nagyobb hányadát teszik ki a gyümölcsök és gyíkok és békák. Ha választhat a rágcsálókra való vadászat és a gyümölcsök között, akkor az utóbbit preferálja; ebben is egyedi a nyestek között.
Párzási időszakuk február-márciusban vagy június-augusztusban van. Párzási szokásai csak kevéssé ismertek, de feltételezik, hogy monogám és a hímek megküzdenek a nőstényért. A vemhesség 220-290 napig tart. A nőstény 2-3 (ritkán 4-5) utódot hoz a világra. A vadon élő nyestek élettartama nem ismert, fogságban 16 évig is él.

## Természetvédelmi helyzete
A sárgatorkú nyest a Természetvédelmi Világszövetség Vörös listáján nem veszélyeztetett státusszal szerepel. Igen nagy területen elterjedt, sokhelyütt gyakori. Elsősorban az élőhelyét képező erdők irtása veszélyezteti, egyes helyeken prémjéért csapdázzák.  